# Lüganuse (obec)
Obec Lüganuse (estonsky Lüganuse vald) je samosprávná obec v estonském kraji Ida-Virumaa.

## Sídla

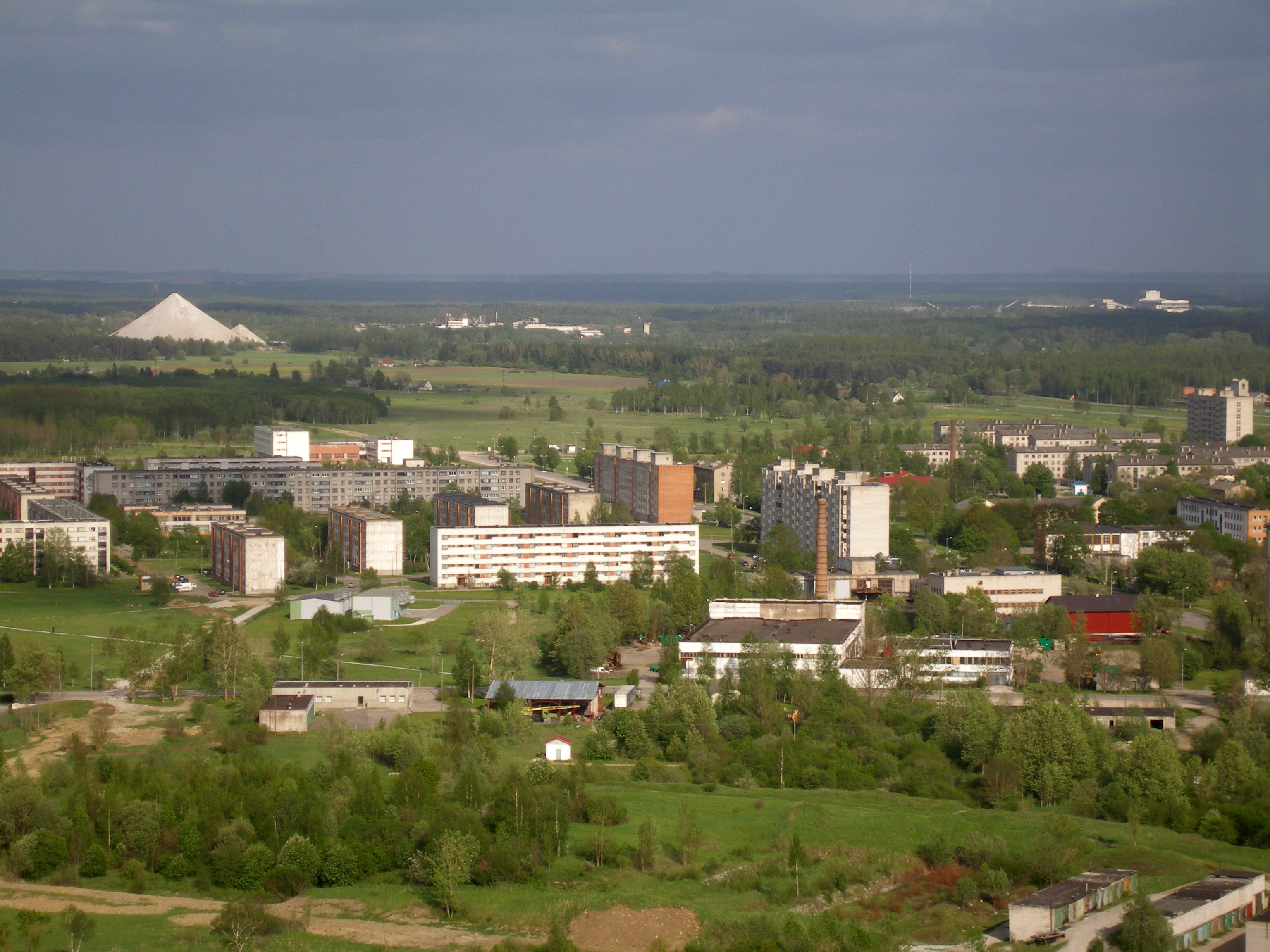
Pohled na část obce Kiviõli a v zadní části obec Püssi

V obci žije přes osm tisíc obyvatel. Sestává z měst Kiviõli, Püssi, městeček Lüganuse, Erra, Sonda a vesnic Aa, Aidu, Aidu-Liiva, Aidu-Nõmme, Aidu-Sooküla, Aruküla, Arupäälse, Aruvälja, Erra-Liiva, Hirmuse, Ilmaste, Irvala, Jabara, Koljala, Koolma, Kopli, Kulja, Liimala, Lipu, Lohkuse, Lümatu, Maidla, Matka, Mehide, Moldova, Mustmätta, Nüri, Oandu, Ojamaa, Piilse, Purtse, Rääsa, Rebu, Salaküla, Satsu, Savala, Sirtsi, Soonurme, Tarumaa, Uljaste, Uniküla, Vainu, Vana-Sonda, Varinurme, Varja, Veneoja, Virunurme en Voorepera.